# Poldacht
Poldacht (en persan : پیرانشهر) est une ville située dans la province d'Azerbaïdjan occidental, dans le nord-ouest de l'Iran. La ville est située au bord de la rivière Araxe à la frontière avec le Nakhitchevan une région de l'Azerbaïdjan.